# Гранвилл, Джон
Джон Хуберт Гранвилл (англ. John Hubert Granville; 6 мая 1956, Скарборо) — тринидадский футболист, выступавший на позиции вратаря.

## Карьера

### Клубная
В конце семидесятых годов переехал из Тринидада и Тобаго в США, где голкипер выступал за клуб Американской футбольной лиги "Саутерн Калифорния Лейзерс". Позднее Гранвилл перебрался в Англию. Там ему удалось поиграть за ряд коллективов из низших лиг. После завершения карьеры работал тренером вратарей в клубах "Уиком Уондерерс" и "Суиндон Таун"

### В сборной
В 1975 году Джон Гранвилл сыграл за сборную Тринидада и Тобаго на Панамериканских играх в Мехико. В семидесятые и восьмидесятые годы неоднократно вызывался в национальную команду страны.

## Достижения
«АСЛ Спортс Клаб»
- Чемпион Тринидада и Тобаго (2): 1982, 1983.

 «Уиком Уондерерс»
- Победитель Трофея Футбольной лиги (1): 1991.